# 福嶋麻衣子
福嶋 麻衣子（ふくしま まいこ、1983年8月10日 - ）は、日本のアイドルプロデューサー、音楽プロデューサー、実業家。でんぱ組.incのプロデューサーであり、萌え系ライブ&バー「秋葉原ディアステージ」、アニソンDJバー「秋葉原MOGRA」を運営していた。2017年現在、合同会社テキトーカンパニー代表社員。別称は、もふくちゃん。東京都出身。

## 略歴
3歳からピアノを始め、ピアニストを志望して国立音楽大学附属音楽高校ピアノ科に入学しクラシックピアノを学ぶも、ピアニストになる夢を諦める。一方で、昔から家にあったパソコンなどの機材に親しんでおり、小学3年でBASICを学び、夏休みの自由研究でゲームを作った。中学の頃にはHTMLの作成支援サイトを作っていたり、高校の頃にJavaScriptを組むアルバイトをしており、将来はプログラマーになりたいとも思っていた。
また、中学2年の夏休みに1ヵ月半ほど単独でロンドンに行って美術館を見て回り、高校生の頃にもまた短期留学したロンドンでは、美術と音楽とファッションが密接に結び付く文化に触れる。高校を卒業後、ピアノとは別の活路を見出す事を目的として芸術も勉強できる東京芸術大学音楽学部音楽環境創造科に1期生として入学。
大学ではノイズミュージックやアートを探究した後、マイケル・ジャクソンやディズニーランドといった大衆が熱狂するコンテンツの力に関心を移す。この経緯から「ポップカルチャーの歴史に残ることをやりたい」と決意。また、自分で勉強してサーバを立てて自身のパフォーマンスプロジェクト「喪服の裾をからげ」でウェブ上の生配信を行っていた。これをきっかけにもふくちゃんと呼ばれる様になる。
また、電子楽器のパーツを自作するため「イケてるハンダごて」を買いに秋葉原を訪れた際、歩行者天国で出会った電波ソングに衝撃を受ける。大学生の頃より徐々にオタクのコンテンツに熱中し、コミケや同人イベント「M3」や音楽の同人販売に行き始め、音楽ではニコニコ動画で「巫女みこナース」などに感銘を受け、電波ソングやアニメソング、アイドルソングへの関心から秋葉原という街に興味を持つようになる。また、メイド喫茶との出会いが大きいとしており、メイド喫茶を通じて秋葉原の様々な文化を学んだ。
大学を卒業後、現代美術ギャラリーに就職。その後、出版業界でウェブの制作やグラビア雑誌、ファッション雑誌の編集を務める。後に知人と「秋葉原でライブハウスをやりたい」という話になり、プロダクションを作ってアイドルのプロデュースをしたいという思いがあった事から飲食経験のある人達で店の基盤を作り、自身はアイドル、アーティストのコンテンツを加えていき、株式会社モエ・ジャパンを創立し、代表取締役社長に就任。
2007年12月、秋葉原にライブ&バー「秋葉原ディアステージ」を開店。客の反応がとても良く可能性を感じた事に加え、ディアステージで働いていた古川未鈴から「どうしてもアイドルユニットがやりたい」と何度も相談され、古川と2人で相談しながら手探りででんぱ組（現：でんぱ組.inc）のプロデュースを手掛ける事になった。「勝負をかけるならここだな」と思い、企画書を片手に資金調達に奔走してビル一棟を借り切り、2008年9月に店舗を移転させる。同年12月にでんぱ組の1枚目のシングル「Mirror Magic?」をディアステージで発売。同作品は200枚をプリンターで刷ってカッターで切って作るなど、完全な自主制作であった。以後ディアステージを拠点とするでんぱ組の活動をプロデュースする。
2010年にDJバー「秋葉原MOGRA」をディアステージ移転前の場所に開店。2011年11月、トイズファクトリーと共同で音楽レーベル「MEME TOKYO」を立ち上げ、クリエイティブディレクターに就任。でんぱ組.incを同レーベルに所属させる。
2014年度以降、モエ・ジャパンの代表取締役を退き、加藤秀樹に受け継いでいる。また秋葉原ディアステージの店長は、ささかまリス子が2016年2月まで約2年間務めた後に福嶋が再び就任しており、2019年3月には胡桃沢まひるに交代した。
2016年6月からはYumikoとの2名で、おもしろクリエイティブユニット「こども宇宙天国」としても活動。

## 人物
血液型はA型。高校生の頃にPファンクのパーラメントの音楽に強い影響を受ける。当時の流行などに関しては「CUTiE、Zipperに憧れ 恵比寿のみるくに高校生から潜入 FRUiTS創刊号から買い アウフォトに投稿し eggも買う 安室ちゃん好きと同時にかせきさいだぁさんもP-FUNKも好きで 90年代謳歌 雑食キッズだった」と述懐する。何でも許される感じが良いとしてモットーは「グルーヴ感」。人との空気感や場所の空気感を大事にし、ストイックに枠にはめるのが苦手であるとしている。
音楽プロデューサーの前山田健一によると「アイドルプロデューサーというよりも、女の子たちのカウンセラー」で「あえて憎まれ役を買っている」という。後にディアステージの取締役となるゲームクリエイターの岩崎拓矢は、福嶋を「優秀なビジネスパーソンではないが、優れたビジョナリスト」と評した。親交のある思想家の東浩紀は「彼女の基本的なコンセプトは、日本で女性が文化的に成功するための道筋をつける」ことであり「ポップカルチャーを基盤にそれをやっている」ことが大きいとしている。
座右の銘は「破天荒」。また、麻雀や、サウナ好きとしても知られる。

## プロデューサーとして
アイドルが好きであった一方で、男性が作っている歌詞や恋愛の曲に女性として共感できない部分が多く、衣装についても歯がゆく感じることも多かったが、こんなにも凝り固まっているということは、逆に崩しやすいとして「これはチャンスだ」と思ったという。
アイドルは可愛いだけが売りではなく、共感・共有できるストーリーをいかに持てるかが大事としている。「持たざる者のほうが共感を得やすい時代（2013年現在）」であり、人物が抱える挫折がむしろ武器になるという考えを持っている。「アイドルはメンバーが命だと思う」とし、1人でもスターが入ってくればそれだけで人気がグッと上がると述べている。
女性目線でアイドルをプロデュースするという点について、男性スタッフに気に入られないといけないというアイドル側が持つ「媚」が無く、等身大でいられるという。また、女の子が見て可愛いと思うものを作りたいと常々考え、女性に愛されるアイドルが理想だとしている。
音楽そのものは無料でも良いと考え、その代わりに音楽に関わるコミュニケーションの価値を重要視しており、音楽ビジネスはどんどんコミュニケーションを重視したものになっていくだろうと述べている。また、「アイドルは常に形を変えながら、どの時代にも必ず存在する」として、時代に合うアイドルを輩出していきたいと述べている。
2014年より、ピクシブによるアイドル育成プロジェクトから生まれたユニット虹のコンキスタドールのプロデュースに携わっており、約1年間ぐらいのロードマップみたいなものを作りそこから逆算する方式でプロデュースを手掛けている。
でんぱ組.incに関しては、2014年11月の「でんぱーりーナイト」までをプロデュースした後しばらく担当を離れており、それ以降も時々顔を出しつつ2019年6月の「いのちのよろこび」で復帰する。また、自分も同じ目線に立って振り回せたでんぱ組とは違い、まだ幼い虹コンたちには、親御さんにも説明しながら順序立ててプロジェクトを進め、丁寧な仕事のやり方を学んだという。

### でんぱ組.incのプロデュース
でんぱ組.incのプロデューサーとして同グループのファン層の拡大に成功した事でプロデューサーとしての知名度を上げる。自身が初めて手がけたアイドルであったため、最初の頃はなにもかも手探りでとにかくやりたいことを次から次へと試し、メンバーと一緒に作り上げていっている感覚であったと述べている。アキバカルチャーを世界に発信したいと考えていたことから、デビュー当初から海外向けのアイドルユニットにしようと、日本的なものを意識して取り入れていた。
また、「電波ソング」を中心にしたアイドルは過去にはないのではないかと思い、電波ソング界で活躍していた人々に楽曲制作を断られる覚悟で依頼したところ、承諾される。以降ディアステージの従業員からメンバーを増やしていく。かつての辛かった経験として、アニソンライブに出演すると「でんぱ組はアニソンじゃない」と拒否反応され、アイドルとの対バンライブに出演すると「でんぱ組はアイドルじゃない」と拒否され、常に居場所がなかったと振り返っている。
「ひきこもり」や「いじめ」といったメンバーの過去を打ち出した事で話題を呼んだ楽曲「W.W.D」を発表するにあたっては、あまりアイドルにそういうことをさせたくないという思いがあったため不安な部分があったが、トイズファクトリーの社長以下スタッフのみんなが好反応を示した為、それを信頼して発表するに至った。
メンバーによると福嶋は女性ならではの注意点が多く、自撮りをいっぱいして練習をして写真写りをよくしろと言われていたと述べており、「もふくちゃんの言うことはいつも間違っていなかった」として言いつけは守るように努力していたと述べている。
元々アイドル志望ではなかった夢眠ねむにも、ディアステージでアイドルとして活動することを要求し、同時に10キロ痩せることを指示する。後のオーディションで夢眠をでんぱ組.incのメンバーとした。成瀬瑛美も元々はアイドル志望ではなかったが、「センスがあるもふくちゃんが言うなら、きっと間違いない」と思いでんぱ組.incへの加入を決めたとしている。
相沢梨紗は福嶋について、「言ったことを実現に持っていく力がある人」、「0から1を作れる」と述べ、その例として「秋葉原ディアステージを、フランスに持って行きたい」と福嶋が予てから発言していたが、その後でんぱ組.incがフランスのイベント「Japan Expo」に出演した事を挙げている。
後に福嶋はでんぱ組.incのプロデュースを「壮大な実験」であったと振り返っている。

### 主なアーティスト
- でんぱ組.inc、およびメンバーのソロ・別ユニット作品
- 妄想キャリブレーション（クリエイティブ・ディレクターとして）[31]
- わーすた（クリエイティブ・ディレクターとして）
- 虹のコンキスタドール
- ENGAG.ING
- ベボガ!（クリエイティブ・ディレクターとして）
- Chu☆Oh!Dolly
- meme tokyo.
- 虹のファンタジスタ
- ARCANA PROJECT
- LinQのシングル「ウェッサイ!!ガッサイ!!」[32]
- PUFFYのシングル「パフィピポ山」[33]
- LADYBABYのシングル「蓮華チャンス！」（2016年4月13日）

### ウェブムービー
- 「サウナとトリシティでととのった」篇（2017年7月23日、ヤマハ発動機）- クリエイティブプロデュースを担当[34]。
- 「サウナとトリシティとサウナ飯でととのった！」篇（2018年10月9日、ヤマハ発動機）

## 著書

### 共編著
- いしたにまさき、『日本の若者は不幸じゃない』（2011年1月19日、ソフトバンククリエイティブ、ISBN 978-4-7973-6269-5）
- 東浩紀他、『日本2.0 思想地図β vol.3』（2012年7月17日、ゲンロン、ISBN 978-4-9905-2435-7）

### 関連書籍
- FREECELL特別号 アキバ妄撮（2011年8月31日、KADOKAWA、カドカワムック397）
- ギークガール（2011年11月30日、KADOKAWA、カドカワムック408）
- MARQUEE別冊 でんぱ組.inc『でんぱブック』（2013年9月11日、発行：マーキー・インコーポレイティド、発売：星雲社）
- ミュージック・マガジン 2014年8月号（2014年8月1日、ミュージックマガジン）
- 81JAPAN summer（2014年8月20日、ぴあ、ぴあMOOK）
- まろやかな狂気 夢眠ねむ作品集（2016年11月10日、著者：夢眠ねむ、発行：マーキー・インコーポレイティド、発売：星雲社）
- MARQUEE別冊 でんぱ組.inc『続・でんぱブック』（2017年1月20日、発行：マーキー・インコーポレイティド、発売：星雲社）
- 最上もがのもがマガ!（2017年4月25日、編集長：最上もが、祥伝社）
- まろやかな狂気2 夢眠ねむ遺言集（2018年12月20日、著者：夢眠ねむ、発行：マーキー・インコーポレイティド、発売：星雲社）
- でんぱ組.incぴあ（2020年5月10日、ぴあ、ぴあMOOK）

## 出演

### テレビ
- NEWS WEB（23:30 - 24:00 月曜日・2014年度「ネットナビゲーター・第3期生」、NHK総合） - 2015年度からは不定期・祝日
- ニッポン戦後サブカルチャー史（2014年8月8日・15日、9月19日・26日、NHK Eテレ）
- 関ジャム 完全燃SHOW（2016年8月15日・2017年2月5日・3月6日・8月20日・2019年6月30日、テレビ朝日）

#### 主な単発
- 朝まで生テレビ!（2010年7月24日〈23日深夜〉、テレビ朝日）
- ナダールの穴（2011年12月5日・12日・19日各深夜、フジテレビ）
- ゴロウ・デラックス（2011年9月9日、TBS）
- シューイチ（2012年5月27日、日本テレビ）
- ガールズポップス最前線！（NHK総合、2014年8月29日）[35]
- 探検バクモン（2016年10月5日、NHK総合）
- セブンルール（2017年7月18日、関西テレビ・フジテレビ系）
- オトナに！（2017年9月27日・10月11日・18日、TOKYO MX）[36]
- ワイドナショー（2018年1月14日、フジテレビ系）

### インターネットテレビ
- こども宇宙天国アワー ゴーゴー！ヘブン（2016年11月2日 - 2017年、水曜・後に木曜、ニコニコ生放送 DSTVディアステージ テレビジョン）

#### 主な単発
- 最上もがのもがマガ!（2016年6月13日、AbemaTV AbemaSPECIALチャンネル）
- でんぱ組.incほか生出演 スペシャルライブイベント「DEARSTAGE SHOWCASE 2016」独占生中継（2016年6月25日、ニコニコ生放送）- 品川ステラボールにて2日間の開催。DAY2のみ生配信あり。こども宇宙天国としてMCを担当。
- 猫舌SHOWROOM「豪の部屋」（2018年12月18日・2020年5月26日、SHOWROOM）
- ライムスター宇多丸の水曜The NIGHT#163（2019年11月28日、AbemaTV SPECIALチャンネル）

### ラジオ
- 妄想科学デパート AKIBANOISE（2013年4月3日 - 2015年3月25日〈24日深夜〉、TOKYO FM）レギュラー[37]

#### 主な単発
- LUST FM（2017年7月3日、エフエム大阪）[38]
- パソナテックpresents でんぱch.♥放送500回記念〜届け！働きちゃん公開収録SP〜（2018年10月15日、TOKYO FM）[39]
- マスメディアン 妄想の泉（2019年9月14日・21日、TOKYO FM）[21]

### インターネットラジオ
- ラジナタ！（2018年11月7日 - 2019年12月25日、水曜、Backstage Café〈BSCラジオ〉）[22]

### イベントなど
- DEARSTAGE SHOWCASE 2016（2016年6月24日・25日、品川ステラボール）担当[注 2]。
- サウナイト（2017年8月1日 - 、主催：TOTONOY LLC.）- サウナが好きな文化人が定期的に集うトークセッションイベント。

### ミュージックビデオ
- 黒崎真音「メモリーズ・ラスト」（2011年3月2日、シングル、ジェネオン・ユニバーサル・エンターテイメントジャパン）- TVアニメ『とある魔術の禁書目録 Ⅱ』エンディングテーマ。古川未鈴とともにバックダンサーとして[40][注 3]。